# Camille de Tournon-Simiane
Camille Philippe Casimir Marcellin, conde de Tournon-Simiane (Apt, 23 de junio de 1778-París, 18 de junio de 1833), fue un burócrata francés, chambellan de Napoleón I que sirvió al emperador como prefecto de Roma (1809 a 1814), y con la Restauración borbónica sirvió como prefecto de la Gironda en Burdeos (1815-1822), brevemente del Ródano en Lyon (1822-1823) y un par de Francia.

## Biografía
Nacido en Apt y perteneciente a la antigua casa de los condes de Tournon, siendo el tercer hijo de una familia de once. De niño, resultó muy independiente, ingenioso, valiente y entrenado desde el principio para tomar una serie de responsabilidades, no sin resentir un profundo afecto por su madre. Camille decidió abandonar el hogar familiar para instalarse en París comenzando su carrera pública modestamente en 1802 como secretario de la comisión que se encarga de la elaboración del napoleónico Código rural. Como un auditor al Consejo de Estado de 1806, fue enviado al departamento de Rin, que estaba siendo reorganizado como un departamento integral a Francia. 
El 24 de octubre de 1806 Camille viaja a Berlín, donde fue nombrado intendente en Bayreuth, cedida a Francia por Prusia por el Tratado de Tilsit. Durante el llamado "interludio francés" Bayreuth sufrió mucho por la presencia del contingente de Baviera. Las hostilidades antes de la batalla de Essling, se reanudaron el 12 de abril de 1809, haciendo retroceder a Tournon en Wurzburgo. Sin embargo, poco después de su regreso a Bayreuth acompañado por Bernadotte y sus jóvenes soldados de Sajonia, fue hecho prisionero el 11 de junio por Radivojevich y encarcelado en la fortaleza de Mukácheve en Hungría. Obtiene la libertad tres meses después, y es recibido por Napoleón en Schönbrunn en septiembre, siendo capaz de presentar su informe sobre Hungría y los puntos fuertes de los Habsburgo. En base del veloz informe presentado fue nombrado prefecto de Roma el 7 de septiembre.
En 1811 se casó con Adele Mayneaud de Pancemont, que trajo como dote el Castillo de Cruz, Génelard en Saona y Loira. 
En ausencia del papa, los Estados Pontificios se habían incorporado como una parte integral de Francia. Por un decreto del emperador de 1811, se proporcionaron un millón de francos para financiar la excavación y trabajos de conservación en Roma, de los cuales Tournon-Simiane estaba a cargo. Obras de conservación en los foros romanos desde la Colina Capitolina al Coliseo, se publicaron en su Études statistiques sur Rome et les États romains de 1831, en la que se proporciona una explicación de los objetivos y el alcance de las excavaciones llevadas a cabo durante su administración, contrastándolo con el saqueo al por mayor del que había tenido lugar en 1798, bajo los términos del Tratado de Tolentino.
Los cambios más espectaculares removieron 4 metros de limo del Foro Romano, teniendo el perfil hasta el nivel de la vía sacra. Las casas medievales que invadían el sitio del foro fueron compradas y demolidas. Así fue como el convento de Santa Francisca Romana, y las estructuras se separaron del Arco de Tito. El Templo de Cástor y Pólux fue limpiado en la parte superior de su podio, y 60 000 metros cúbicos de tierra fueron retiradas de la Basílica de Majencio, conocido como el "Templo de la Paz", exponiendo su antiguo pavimento y pórtico. Un volumen de 10 metros de profundidad de tierra fue retirado totalmente de las tres columnas de Vespasiano en el Templo de Júpiter Tonante. En términos generales, el Foro reconocido en los grabados de Piranesi se transformó en el foro que conocemos hoy. Después de la restauración de Pío VII, Giuseppe Camporese y el arquitecto Giuseppe Valadier siguió el camino trazado por Tournon.
Obligado a retirarse de Roma cuando fue ocupada por las fuerzas napolitanas, se llevó consigo los archivos de su prefectura, de la que compiló su obra duradera, Études statistiques sur de Roma et la partie des Etats Occidental Romains. Mientras tanto, como se había negado a unirse a Napoleón durante los Cien Días, fue recompensado por Luis XVIII con el nombramiento como prefecto de la Gironda, donde sirvió seis años, y luego, brevemente en Lyon, como prefecto del Ródano. En enero de 1823 fue nombrado miembro del Consejo de Estado, que se sirve en la cámara superior de la Assemblée y se hizo par de Francia a finales de 1823.
Murió en el Hotel de Pancemont, 57 rue de l'Arcade, París, que había heredado de su suegro.